# Augustana
Augustana est un groupe de pop rock américain actif de 2003 à 2014.

## Histoire
C'est à Greenville dans l'Illinois que Dan Layus et Josiah Rosen forment le groupe Augustana. Ils sortent en 2003 leur premier album, Midwest Skies and Sleepless Mondays mais seulement 1 000 copies seront réalisées. C'est à la suite des Grammy Award qu'ils rencontrent le producteur Stephen Short ainsi que Michael Rosenblatt. Ceux-ci deviennent alors leurs managers, et les font signer avec le label Epic Records. En 2005, Augustana sort All the Stars and Boulevards, leur second album, qui est un succès et s'écoule à 300 000 exemplaires. À cela s'ajoute le single Boston qui se vend à 1 000 000 de copies. Le 29 avril 2008 aux États-Unis le groupe sort son troisième album Can't Love, Can't Hurt, ainsi que le premier single tiré de l'album, Sweet and Low que l'on entend dans les séries Kyle XY (saison 3), Ghost Whisperer (saison 4) et Les Frères Scott (saison 8, épisode 13).
Le groupe annonce sa séparation au mois de septembre 2011, mentionnant que les membres sont en bons termes.

## Discographie

### Albums
- Midwest Skies and Sleepless Mondays (2003)
- All the Stars and Boulevards (2005)
- Can't Love, Can't Hurt (2008)
- Augustana (2011)
- life imitating life (2014)